# Tlak

Tlak

Tlak je fyzikální veličina, obvykle označovaná symbolem p nebo P (z anglického pressure), vyjadřující poměr velikosti síly F, působící kolmo na rovinnou plochu a rovnoměrně spojitě rozloženou po této ploše, a obsahu této plochy S, tedy
{\displaystyle p={\frac {F}{S}}}.
Pokud není tato síla F rozložena na dané ploše rovnoměrně, pak se veličina p, daná předchozím vzorcem, nazývá střední tlak. Místním tlakem, tedy tlakem působícím v nějakém bodě uvažované plochy, je diferenciální podíl
{\displaystyle p={\frac {\mathrm {d} F}{\mathrm {d} S}}}.
Pokud vnější síla působí pouze kolmo (neexistuje žádná tečná složka), je tlak označován jako prostý (čistý).
Zobecněnou definici tlaku (pro síly působící libovolným směrem na obecně nerovinnou plochu) lze ve vektorovém tvaru zapsat rovnicí
{\displaystyle \mathrm {d} \mathbf {F} _{s}=p\mathrm {d} \mathbf {S} },
kde {\displaystyle \mathrm {d} \mathbf {F} _{s}} je složka vektoru síly a kolmá k elementu plochy {\displaystyle \mathrm {d} \mathbf {S} } na který působí, přičemž směr vektoru popisujícího element {\displaystyle \mathrm {d} \mathbf {S} } má směr normály k této plošce. V případech, že existuje reálná tečná složka síly, se však pojem tlaku zpravidla nahrazuje obecnější tenzorovou veličinou mechanické napětí.

Tah

Ve stlačitelných látkách způsobuje tlak deformaci. Při působení tlakové síly na pevné těleso se rozlišuje tah a tlak. Tahová síla způsobuje roztahování tělesa, tlaková jeho stlačování. Tahové a tlakové síly se odlišují pouze směrem působení, přičemž se předpokládá, že způsobené deformace jsou obdobné, avšak s opačnými znaménky.
Pokud je tlak v nějaké uzavřené nádobě větší než tlak v jejím okolí, je v nádobě přetlak. Pokud naopak je v ní tlak nižší, je v nádobě podtlak. Přetlaku a podtlaku lze dosáhnout přesunem části hmoty do nebo z uzavřené nádoby, změnou její vnitřní velikosti nebo teploty jejího obsahu. Pro přesun části obsahu se používají pumpy. Sací pumpa pro odčerpání plynů z uzavřené nádoby se nazývá vývěva.
Tlak se v průběhu let vyjadřoval velkým počtem jednotek. V současnosti je platná jednotka odvozená z jednotek SI, jeden pascal. Pascal je tlak, který vyvolává síla jednoho newtonu rovnoměrně rozložená na rovinné ploše s obsahem jednoho čtverečního metru, kolmé ke směru síly. Pro praktické použití v technické praxi je jednotka 1 Pa velmi malá, proto používáme jednotky násobné kPa, MPa.

## Fyzikální podstata tlaku
Tlak v plynech je vyvoláván tepelným pohybem částic plynu (atomů nebo molekul); nárazy těchto částic na stěny nádoby se projevují tlakem na ně působícím. Podobně tomu je i v kapalinách. Tlak působí i v pevných tělesech, kde se přenáší interakcí mezi částicemi pevně vázanými v krystalové nebo pseudokrystalové struktuře látky.

### Tlaková síla
Podle třetího pohybového zákona působí kapalina proti působící síle stejně velkou reakcí. Kapalina tedy působí tlakovou silou kolmou k ploše, na niž síla působí. Tato síla má velikost
{\displaystyle F=pS}
Působení tlakové síly lze demonstrovat na principu hydraulického lisu.
Tlaková síla působí vždy kolmo na plochu. Na vodorovné dno působí svislá tlaková síla, na svislé stěny působí vodorovná tlaková síla, na šikmé stěny působí tlaková síla kolmá k této stěně.
Působení tlaku vyvolává v pevných tělesech deformace, přičemž vzájemnou souvislost mezi působícím tlakem a vzniklou deformací zkoumá pružnost. Při působení malého tlaku platí Hookův zákon. Čím je síla větší, tím větší je i tlak. Čím větší plocha, tím menší tlak (při stejné síle).

## Parciální tlak
Parciální tlak plynu ve směsi je tlak, který by tento plyn vykazoval, pokud by byl v celém objemu sám. Molární podíl jednotlivé složky ve směsi plynů (vychází ze stavové rovnice ideálního plynu) může být vyjádřen takto:
{\displaystyle p_{i}={\frac {n_{i}\cdot RT}{V}}}
{\displaystyle p_{i}=x_{i}\cdot p}
{\displaystyle x_{i}={\frac {n_{i}}{n}}}
kde pi je parciální tlak, R je univerzální plynová konstanta (8,314 J/K.mol), xi je molární zlomek.

## Rozměr a jednotky
Rozměr této veličiny v soustavě SI i soustavě CGS je
{\displaystyle \mathrm {dim} p=\mathrm {L} ^{-1}\mathrm {M} \mathrm {T} ^{-2}}.
Hlavní jednotkou tlaku v soustavě SI je pascal (Pa). Je to tlak, který vyvolává síla 1 newtonu (1 N), rovnoměrně a spojitě rozložená a působící kolmo na plochu o obsahu 1 čtverečního metru (1 m2). V technické praxi se používají zejména násobky kilopascal (kPa, tj. 103 Pa) a megapascal (MPa, tj. 106 Pa), v oboru hlubinné geologie a geofyziky i gigapascal (GPa, tj. 109 Pa). V meteorologii je obvyklé uvádět tlak vzduchu v jednotkách hektopascal (hPa, tj. 100 Pa), protože normální tlak atmosféry je blízký tisícinásobku této jednotky (přesně 1013,25 hPa). Ve vakuové technice se používají menší jednotka jako milipascal (mPa, tj. 10−3 Pa) a mikropascal (μPa, tj. 10−6 Pa).
V technické praxi se dříve používaly i jiné jednotky, zejména bar (bar) a technická atmosféra (at) rovná kilopondu na čtverečný centimetr (kp/cm2). Naproti tomu ve fyzice a termodynamice se užívala tzv. fyzikální atmosféra (atm), odvozená od normálního tlaku atmosféry. V meteorologii bylo v minulosti obvyklé používání jednotky torr (Torr), původně nazývané milimetr sloupce rtuti (mmHg). V anglosaské oblasti se běžně můžeme setkat s jednotkou libra síly na čtverečný palec (psi). Centimetry/milimetry vodního sloupce se uváděly u velmi malých tlaků. Milimetr vodního sloupce (mmH2O) se rovná 9,8066 Pa. Použití hlavně v oblasti vzduchotechniky, řízení spalovacích procesů a v při měření centrálního žilního tlaku.
| Jednotky tlaku | pascal (Pa)      | bar (bar)              | kilopond na čtv. metr (kp/m2) | technická atmosféra (at) | fyzikální atmosféra (atm) | torr = mmHg (Torr)   | libra na čtv. palec (psi) |
| -------------- | ---------------- | ---------------------- | ----------------------------- | ------------------------ | ------------------------- | -------------------- | ------------------------- |
| 1 Pa           | ≡ 1 Pa           | ≡ 10−5 bar             | ≈ 0,1019716 kp/m2             | ≈ 10,19716×10−6 at       | ≈ 9,869233×10−6 atm       | ≈ 7,500616×10−3 Torr | ≈ 1,450377×10−4 psi       |
| 1 bar          | ≡ 105 Pa         | ≡ 1 bar                | ≈ 10197,16213 kp/m2           | ≈ 1,019716 at            | ≈ 0,9869233 atm           | ≈ 750, 0616 Torr     | ≈ 14, 50377 psi           |
| 1 kp/m²        | = 9,80665 Pa     | = 98,0665×10−6 bar     | ≡ 1 kp/m2                     | ≡ 10−4 at                | ≈ 0,9678411×10−4 atm      | ≈ 0,0735559 Torr     | ≈ 0,001422334 psi         |
| 1 at           | ≡ 98066,5 Pa     | ≡ 0,980665 bar         | ≡ 10000 kp/m2                 | ≡ 1 at                   | ≈ 0,9678411 atm           | ≈ 735,559 Torr       | ≈ 14,22334 psi            |
| 1 atm          | ≡ 101325 Pa      | ≡ 1,01325 bar          | ≈ 10332,27 kp/m2              | ≈ 1,033227 at            | ≡ 1 atm                   | = 760 Torr           | ≈ 14,696 psi              |
| 1 Torr         | ≈ 133,322 Pa     | ≈ 1,33322×10−3 bar     | ≈ 13,59510 kp/m2              | ≈ 1,359510×10−3 at       | ≈ 1,315789×10−3 atm       | ≡ 1 mm Hg            | ≈ 19,337×10−3 psi         |
| 1 psi          | ≈ 6894,757293 Pa | ≈ 68,94757293×10−3 bar | ≈ 703,0695796 kp/m2           | ≈ 70,30695796×10−3 at    | ≈ 68,046×10−3 atm         | ≈ 51,7149 Torr       | ≡ 1 lbf/in2               |

Poznámka: Symboly uvedené před převodními koeficienty znamenají: ≡ koeficient je takto definován a je tedy absolutně přesný; = koeficient je odvozen z definice fyzikální konstanty (zde hodnoty normálního atmosférického tlaku); ≈ koeficient je odvozen výpočtem a je zaokrouhlený.

## Měření tlaku
Tlak se měří manometrem (tlakoměrem).

## Záporný tlak
V plynném prostředí je tlak vždy kladný, v absolutním vakuu nulový. V kapalinách však může být tlak za jistých okolností i záporný. Kladnou hodnotu chápeme tak, že tekutina působí silou na stěny nádoby a to vždy směrem ven, tedy odtlačuje stěny od sebe. Záporný tlak znamená, že tekutina naopak přitahuje stěny k sobě. V kapalinách, např. ve vodě, se to může stát díky přitažlivým silám, které působí jednak mezi jednotlivými molekulami tekutiny, jednak mezi molekulou tekutiny a stěnou nádoby. Tento efekt je významný mimo jiné v přírodě - společně s kapilaritou a vypařováním umožňuje vysokým stromům dostat vodu a živiny z kořenů v půdě až do nejvyšších listů.